# Hofbräu
Хофброй (нем. Hofbräu, «придворное пиво») — придворная пивоварня баварских герцогов, основанная 27 сентября 1589 года герцогом Вильгельмом V Благочестивым в Мюнхене. В настоящее время — баварское государственное коммерческое предприятие Staatliches Hofbräuhaus in München (Hofbräu München).

## Товарный знак
С 1879 года марка «HB» (Hofbräu) является зарегистрированным товарным знаком. Директор пивоварни Непомук Штаубвассер сначала зарегистрировал марку в окружном суде Мюнхена, а спустя некоторое время — в императорском патентном ведомстве, закрепив её исключительно за фирмой «Королевский Придворный пивной дом в Мюнхене» (нем. Königl. Hofbräuhaus in München). Товары, для коих предназначен данный знак, как гласит патентная грамота, «являются самосваренным пивом в бочках и бутылках».

## Продукция
Пивоварня «Хофброй Мюнхен» на 2019 год выпускает следующее пиво:
Круглогодичные сорта:
- Hofbräu Dunkel — тёмное мюнхенское пиво низового брожения крепостью 5,5 %;
- Hofbräu Original — светлое мюнхенское пиво низового брожения («хель») крепостью 5,1 %;
- Hofbräu Münchner Weisse — баварское светлое пшеничное нефильтрованное пиво верхового брожения крепостью 5,1 %;
- Hofbräu Schwarze Weisse — баварское пшеничное нефильтрованное пиво верхового брожения с добавлением тёмного солода крепостью 5,1 %;
- Hofbräu Kristall Weisse — баварское светлое пшеничное фильтрованное пиво верхового брожения с содержанием алкоголя 5,4 %;
- HB PURE — светлое пиво низового брожения для молодёжных вечеринок с содержанием алкоголя 5,3 %;
- Hofbräu Alkoholfrei — безалкогольное светлое пиво;

Сезонные сорта:
- Hofbräu Oktoberfestbier — светлое пиво низового брожения крепостью 6,3 %, выпускаемое специально к пивному фестивалю Октоберфест;
- Hofbräu Maibock — традиционное крепкое «майское» немецкое светлое пиво с насыщенным солодовым ароматом и вкусом крепостью 7,1 %, варится с середины февраля по конец апреля;
- Hofbräu Sommerzwickl — нефильтрованное летнее пиво в стиле цвикельбир с содержанием алкоголя 5,1 % объёмной доли, варится с конца апреля по июль;
- Hofbräu Winterzwickl — зимний вариант цвикельбир с содержанием алкоголя 5,5 %, варится с конца октября по середину января;
- Hofbräu Weisse leicht — баварское светлое лёгкое пшеничное пиво верхового брожения с содержанием алкоголя 2,6 %, варится с середины апреля по середину июля;
- Hofbräu Weisse Alkoholfrei — безалкогольное светлое пшеничное пиво, варится с середины апреля по середину июля.

## Место производства
Наименование «Хофброй» в обиходной речи также используется как сокращённое название двух пивных ресторанов в Мюнхене, в которых раньше непосредственно варилось пиво:
- Хофбройхаус — варка пива осуществлялась с 1607 по 1896 годы;
- Хофбройкеллер — варка пива осуществлялась с 1896 по 1987 годы.

С 1988 года пиво производится на новой пивоварне «Хофброй Мюнхен» в округе Трудеринг-Рим (нем. Trudering-Riem).